# 7260 Metelli
7260 Metelli eller 1994 FN är en asteroid i huvudbältet som upptäcktes den 18 mars 1994 av Santa Lucia Stroncone-observatoriet i Stroncone. Den är uppkallad efter den italienska målaren Orneore Metelli.
Asteroiden har en diameter på ungefär 6 kilometer och den tillhör asteroidgruppen Koronis.